# Ryujinx
Ryujinx是一款免费开源的Nintendo Switch模拟器。支持Windows、Linux和macOS平台。

## 概述
2024年5月，据开发人员称，在测试的超过4,300款游戏中，有3,550款游戏可正常游玩，其中4,100款游戏能启动并进入游戏。
Ryujinx这一名称是早期开发中使用的RyuJIT和Nintendo Switch的开发代号“NX”的组合词，源自日语中的“龍神”。

## 开发
Ryujinx最初作为AArch64的模拟器于2017年10月开始开发，使用C#编写。是首个运行商业游戏的NS模拟器。2018年4月，据报道它能够部分运行《洞窟物语》和Puyo Puyo Tetris。
Ryujinx的开发通过Patreon得到资助，直至2024年10月1日有800名成员每月贡献了1,661美元。
2022年7月31日，Ryujinx宣布使用Vulkan图形API的新后端，与原来的OpenGL后端相比游戏性能显著提高。其中《超级马里奥 奥德赛》的运行帧率提高了413%。
2022年11月，在进行测试的约3,800款游戏中，超过3,600款游戏可以运行，3,200款游戏可正常游玩。软件的兼容性列表是公开的，任何人都可以自由添加新游戏进行测试并更新现有列表。
2023年5月13日，《塞尔达传说：王国之泪》发售后，PC Gamer报道了Ryujinx和yuzu在24小时内发布了错误修正补丁，两款模拟器都基本可玩《王国之泪》。2024年9月26日，《塞尔达传说 智慧的再现》正式发售后，多家媒体报道Ryujinx可以在PC平台上以120帧运行该游戏。

## 特性
Ryujinx精确模拟了Nintendo Switch的Maxwell GPU。支持NS对接和手持模式，以及支持超出原始硬件支持的分辨率缩放。Ryujinx还通过LDN网络支持模拟器玩家之间的多人游戏，LDN3允许模拟器玩家在本地网络上和实体NS玩家进行联机。

#### 系统要求
模拟器至少需要8GB RAM才能运行，未满足此要求可能会导致意外崩溃。此外，运行游戏还需要NS的固件、ProdKeys和OpenAL的二进制文件。

#### 版本更新
Ryujinx团队通常会将最新版首先在Patreon上发布，并于次周在官网上发布独立的更新报告。功能更新会在Ryujinx博客、Patreon、Twitter 、Reddit和YouTube等多个平台上同时发布。

#### 与yuzu的对比
Ryujinx和yuzu有不同的开发团队，两者的开发都比较稳定且功能类似。Ryujinx可能在兼容性和某些特定游戏的渲染方面改进稍快。
在开发初期，两个项目之间共享了一些研究成果，但自2019年起，Ryujinx已转移至MIT许可下运营，因此代码只能单向移植。yuzu可以移植Ryujinx的代码，但Ryujinx不能使用yuzu代码。yuzu曾因源代码移植未注明来源而使用了Ryujinx的代码而被指责违反了许可协议。

## 终止开发
2024年10月1日，由于受到任天堂法律诉讼的影响，Ryujinx宣布停止开发并从GitHub上撤下了源码。Ryujinx的一位Discord版主称，“昨天任天堂联系了gdkchan并提出停止该项目的工作、删除他所有的组织和相关资产的协议。”
之后开发者GreemDev接手并重启了该项目，并将其改名为Ryubing。

## 关联条目
- 游戏模拟器
- Nintendo Switch 游戏列表
- Yuzu（英语：Yuzu (emulator)）